# Courage Compétition
A Courage Compétition  foi uma equipe de  corrida e  construtora de chassis agora de propriedade da Oreca,  com sede em Le Mans, França, perto da Circuit de la Sarthe. Foi fundada por Yves Courage, um piloto francês que  dirigia em competições de hillclimbs antes de fundar a empresa.

## História

### Yves Courage
Yves Courage  começou sua carreira de piloto em 1972, competindo em diversas competições de  hillclimbs por toda  década de 1970. Em 1980 ele ganhou mais de 80 hillclimbs,  incluindo em Mont-Dore. No entanto, em 1977, Yves Courage mudou-se para corridas, participando em suas primeiras24 Horas de Le Mans . Em 1981, juntamente com Jean-Philippe Grand, o Courage Lola-BMW conseguiu terminar a prova e chegar à vitória no âmbito do  desporto de classe 2-litros. Com este sucesso, Yves decidiu fundar sua própria empresa e a sua equipe batizada de Courage Compétition .
Mesmo tendo o mesmo sobrenome do falecido e também automobilista Piers Courage, nunca tiveram um grau de parentesco.

## Esforços

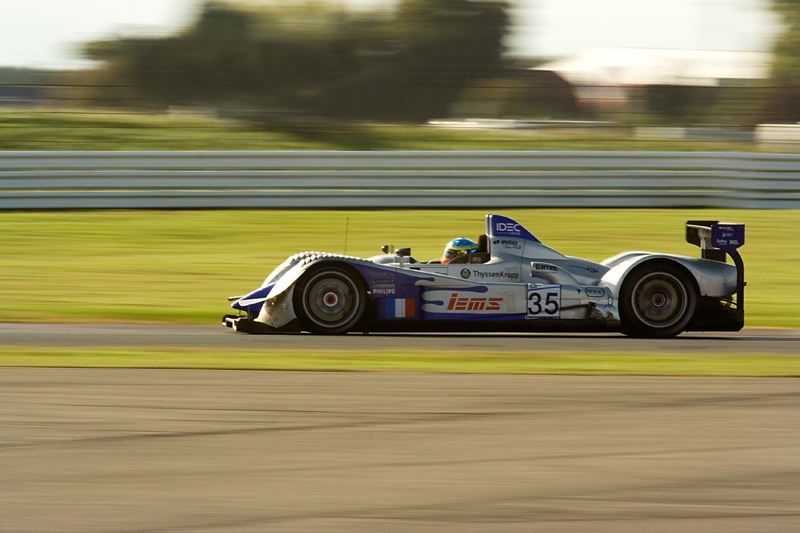
Courage LC75

Em 2006, a equipe Courage  Competition tornou um esforço de colcoar dois carros na Le Mans Series, com grande apoio de Yokohama Rubber Company e da Mugen Motorsports. A Mugen  substituiria os motores V10s da Judd pelo seus próprios motores V8 em troca de um  chassi novo para competir pelo Japão na Le Mans  Challenge. Ao mesmo tempo,a Courage  oficialmente substituiu  o velho chassi C60 pelo LMP1 LC70. No entanto a Pescarolo Sport,   continuou a campanha de seus próprios C60 fortemente modificadas. A Pescarolo dominou o  campeonato LMS LMP1, vencendo todas as 5 corridas, enquanto o time suíço(que havia adquirido os chassis da Courage) permaneceu entre 4º lugar.

## Futuro
A Courage está atualmente, a construir,  os novos chassis LC75 LMP2 para substituir o C65. A Acura oficialmente comprou  três desses para a American Le Mans Series, embora tenham modificado  extensivamente a carroçaria e os carros foram re-homologados como o  Acura ARX-01a. Outras equipes de Le  Mans Series também estão mudando para a nova carroceria LC75.
A Pescarolo, forçada a mudar  seus carros para se adequar às regras de 2007, continua a utilizar a sua  carroçaria modificada do C60 velho, mas agora mudou o chassi também. Assim, os novos carros , apelidados de  Pescarolo 01, já não tem qualquer mais relação com os chassis da Courage,  embora as duas equipas continuam a ajudar uns aos outros em  desenvolvimento.
Em 14 de setembro de 2007,a Oreca  anunciou seus planos de compra Courage Competition. Yves Courage permanecerá com a empresa, utilizará a tecnologia toda promovida pela equipe, para construir os seus próprios protótipos.

## Protótipos da Courage
- C01 (1982)
- C02 (1984)
- C12 (1985)
- C20 (1987)
- C22 (1988)
- C24S (1990)
- C26S (1991)
- C28S (1992)
- C30LM (1993)
- C32LM (1994)
- C34 (1995)
- C36 (1996)
- C41 (1995)
- C50 (1998)
- C51 (1998)
- C52 (1999)
- C60 (2000)
- C65 (2003)
- LC70 (2006)
- LC75 (2007)